# Pierre Plihon
Pierre Jean Abel Plihon, né le 29 octobre 1989 à Nice, est un archer français spécialiste de l'arc classique ou recurve (type retenu pour les jeux olympiques). Le rang mondial plus élevé qu'il ait atteint est la cinquième position en septembre 2014, numéro 1 français.

## Biographie
En 2014, il termine 6e lors de la finale de la Coupe du monde de tir à l'arc qui a eu lieu à Lausanne les 6 et 7 septembre. En 2016, il participe pour la première fois de sa carrière aux jeux olympiques où il atteint les quarts de finale dans l'épreuve par équipe et les 32e de finale dans l'épreuve individuelle.

## Palmarès
| Date | Compétition                        | Lieu           | Résultat                 |
| ---- | ---------------------------------- | -------------- | ------------------------ |
| 2014 | Championnat de France - Individuel | Dijon          | 1er                      |
| 2014 | Coupe du Monde - Individuel        | Lausanne       | 6e                       |
| 2014 | Championnat d'Europe - Équipe      | Etchmiadzin    | 1er                      |
| 2014 | Championnat d'Europe - Individuel  | Etchmiadzin    | 3e                       |
| 2015 | Coupe du Monde - Équipe            | Antalya        | 3e                       |
| 2016 | Jeux Olympiques - Individuel       | Rio de Janeiro | 32e de finale            |
| 2016 | Jeux Olympiques - Équipe           | Rio de Janeiro | 1/4 de finale            |
| 2019 | Jeux européens de 2019 - Équipe    | Minsk          | Médaille d'or par équipe |
| 2021 | Jeux Olympiques - Individuel       | Tokyo          | 32e de finale            |
| 2021 | Jeux Olympiques - Équipe           | Tokyo          | 8e de finale             |